# 实蛋
实蛋是以鸡蛋为原料制成的一种加工食品。

## 制法
在搅散的蛋液里加入食用碱，装回蛋壳模具中蒸熟，便可以得到实蛋。可以根据加入的食用碱的量将实蛋分为黄实蛋（加入更少的碱）和绿实蛋。

在做法上，实蛋可煎、炸、烤、炒。做出来的实蛋口感劲道弹滑，味道鲜香浓郁。